# Toropets
Toropets (Russisch: Торопец) is een stad in de Russische oblast Tver. De stad ligt op het westelijk gedeelte van de Waldajhoogte aan de rivier Toropa. Het aantal inwoners is 12.149. Toropets is tevens het centrum van het gelijknamige bestuurlijke rayon.
In 1074, toen Toropets voor het eerst genoemd werd in de Kronieken, hoorde Toropets bij het prinsdom van Smolensk. In 1167 was Toropets groot genoeg om haar eigen prins te hebben. De bekendste prins was Mstislav, wiens kleinzoon Alexander Nevski in 1239 in Toropets trouwde.
Halverwege de 15e eeuw werd de stad onderdeel van het Grootvorstendom Litouwen, maar Ivan III heroverde de stad in de Slag aan de Vedrosja. In het begin van de 17e eeuw werd Toropets geplunderd door het Poolse leger. In 1777 werd de stad onderdeel van het gouvernement Pskov.
In 1935 werd de stad in bestuurlijke zin ingedeeld in de oblast Kalinin (de toenmalige naam van oblast Tver). Op 29 augustus 1941 werd de stad bezet door de Duitsers. Op 21 januari 1942 werd de stad weer bevrijd in het Toropets-Cholmoffensief.

## Demografie
| 1856  | 1897  | 1913  | 1926  | 1939   | 1959   | 1970   | 1979   | 1989   | 2002   | 2010   | 2015   |
| ----- | ----- | ----- | ----- | ------ | ------ | ------ | ------ | ------ | ------ | ------ | ------ |
| 6.000 | 7.400 | 8.900 | 9.700 | 12.924 | 15.154 | 16.863 | 17.261 | 17.510 | 14.600 | 13.015 | 12.149 |

## Galerij

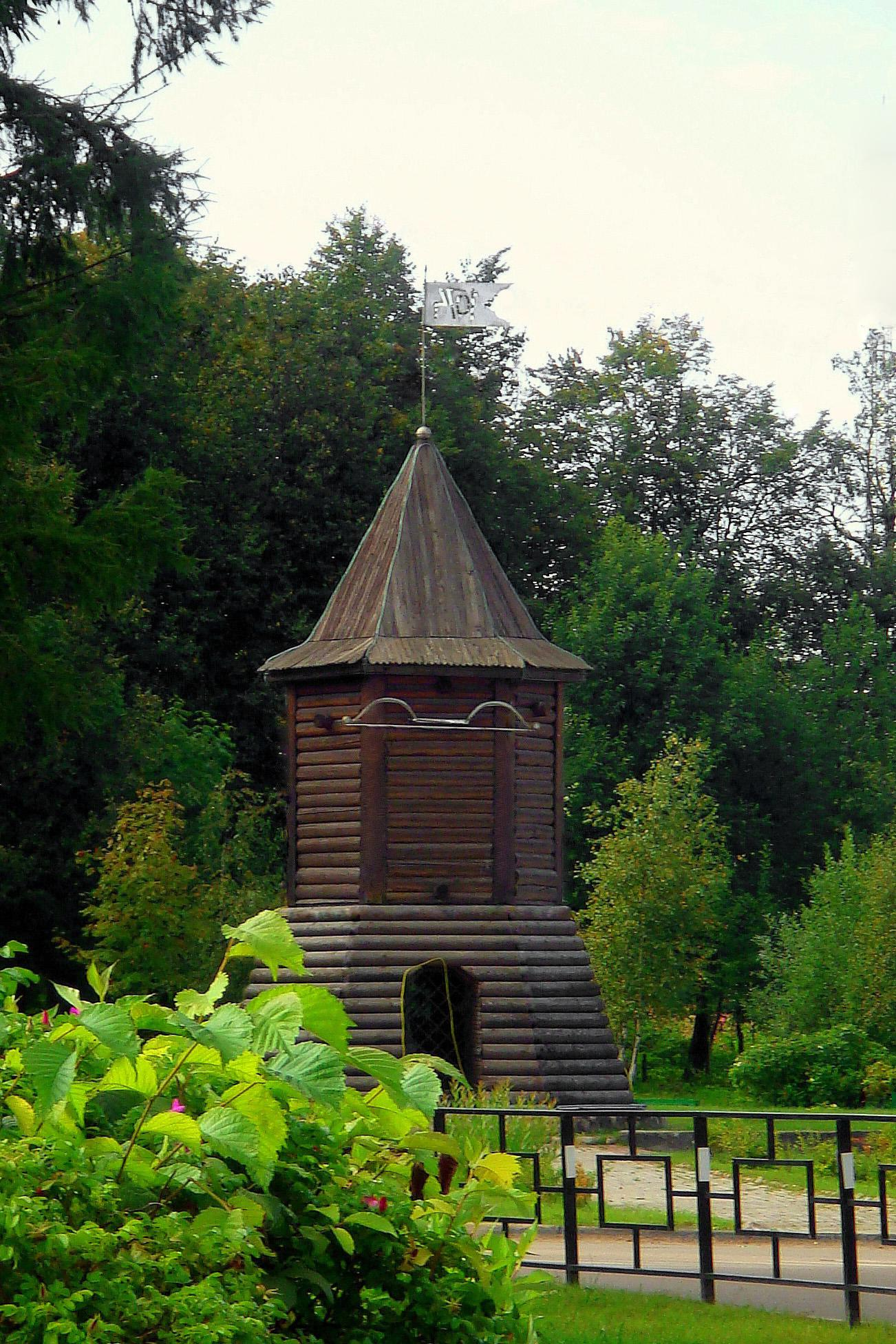
Toren is het symbool van de stad
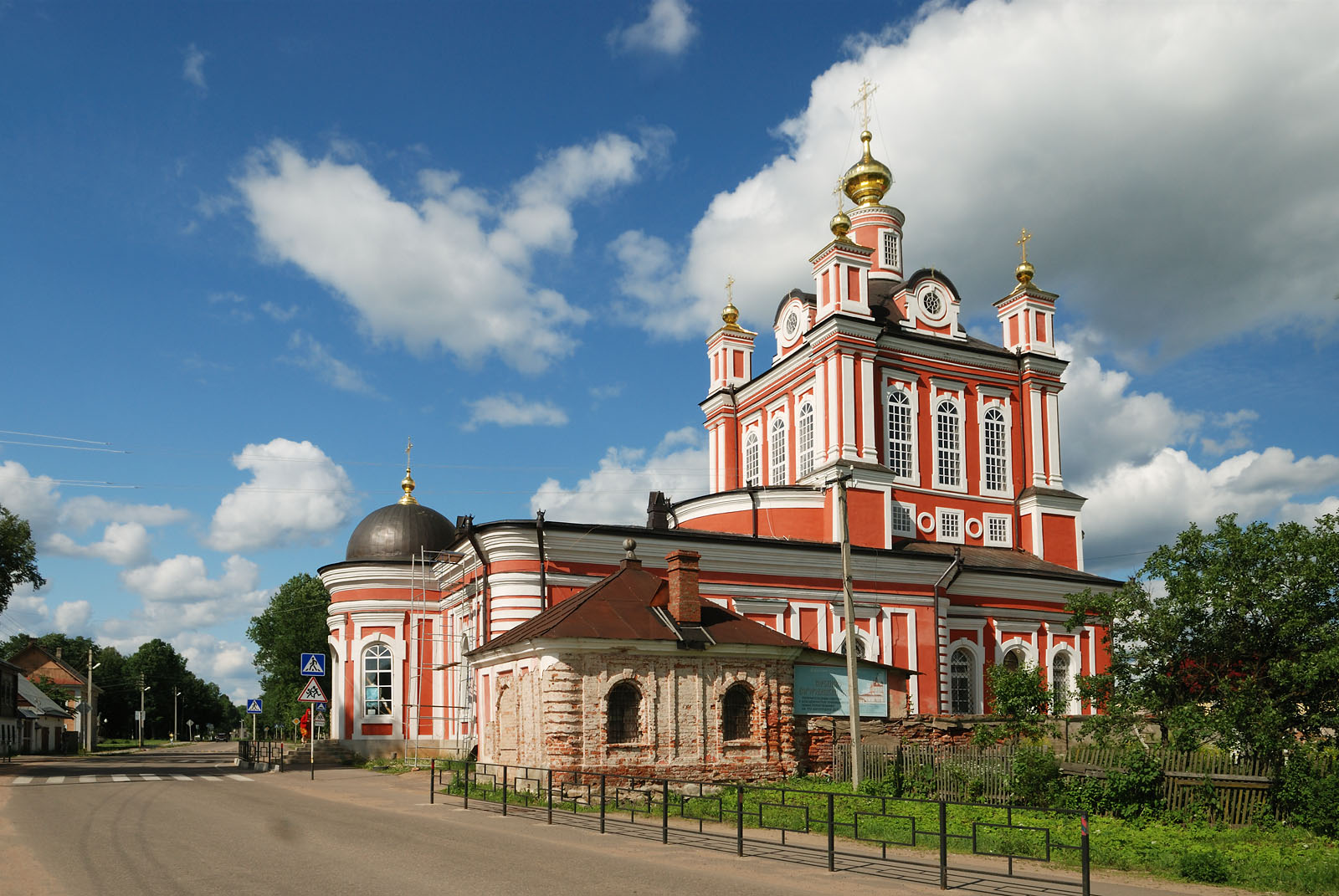
Kathedraal van Toropets
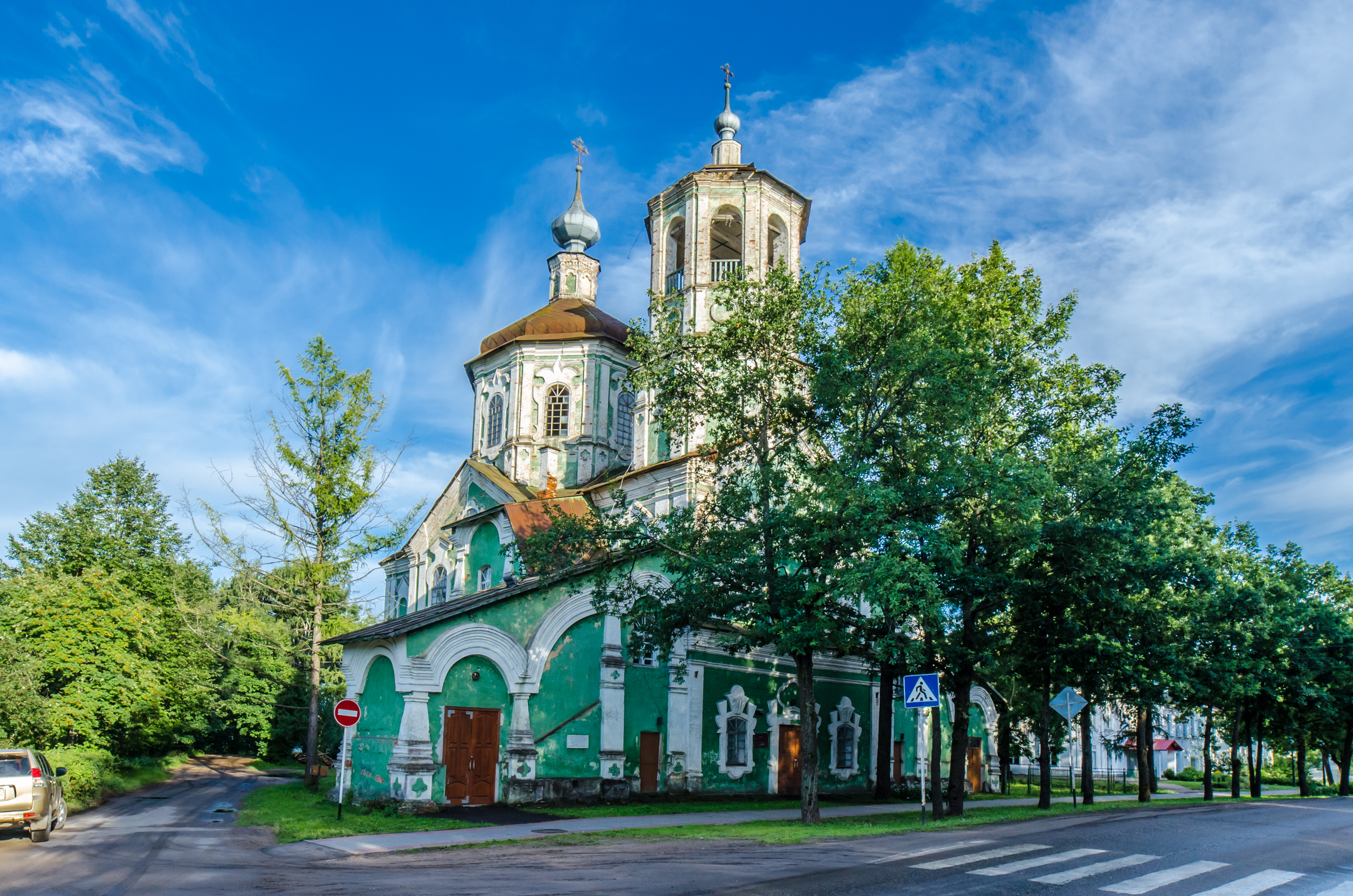
Openbaring van de Heer kerk
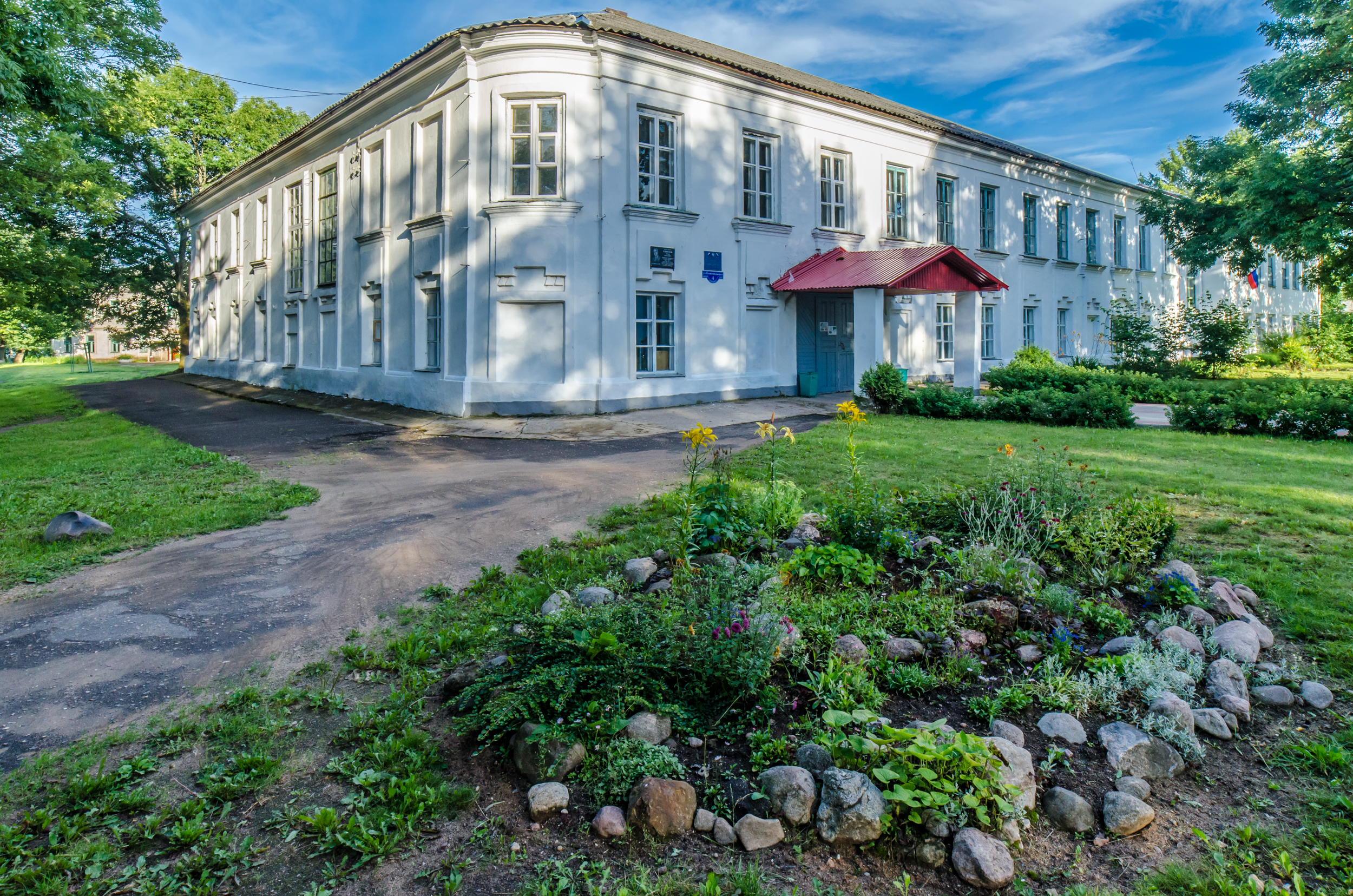
Voormalig gemeentehuis
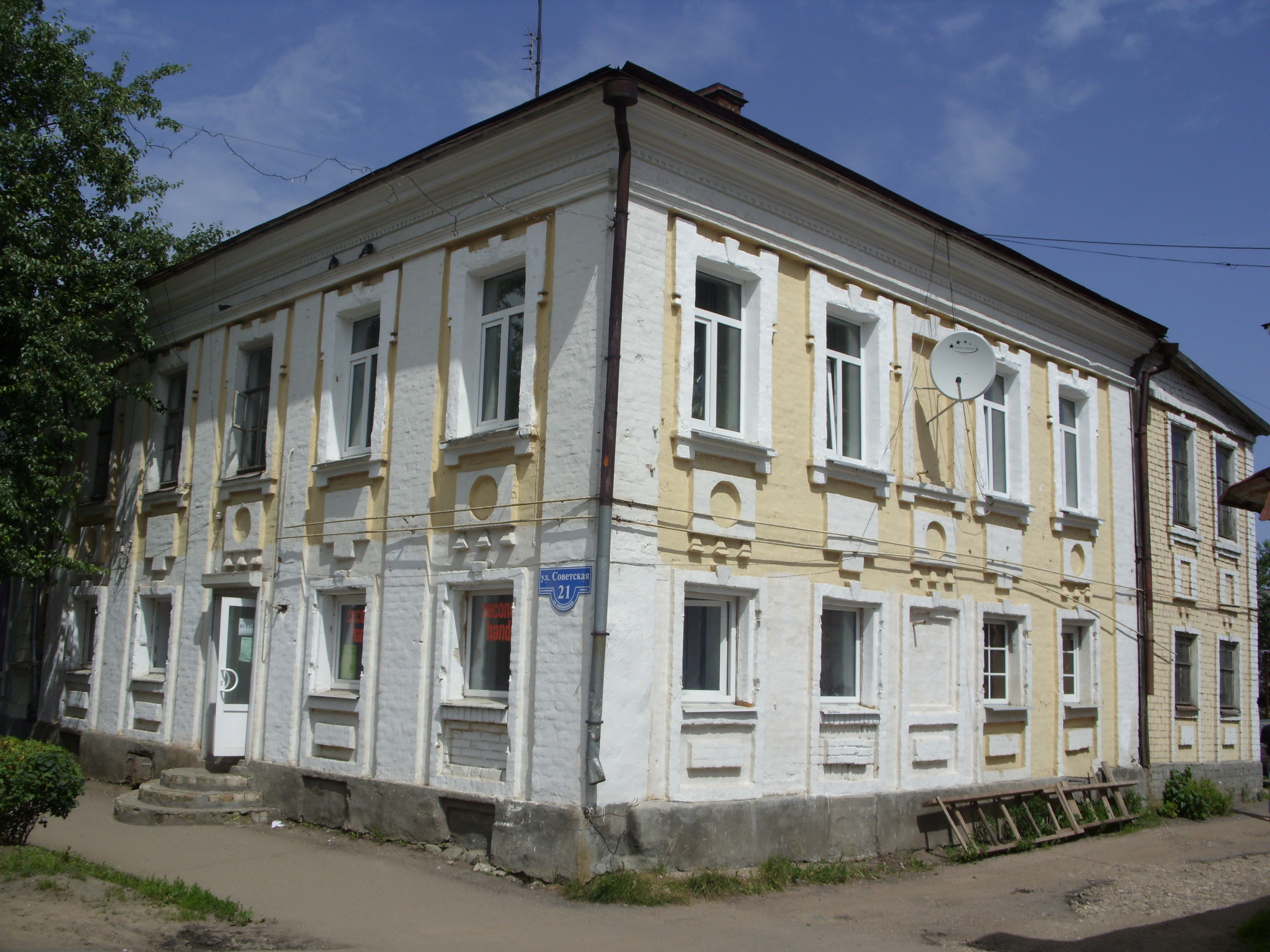
Sovetskajastraat 21
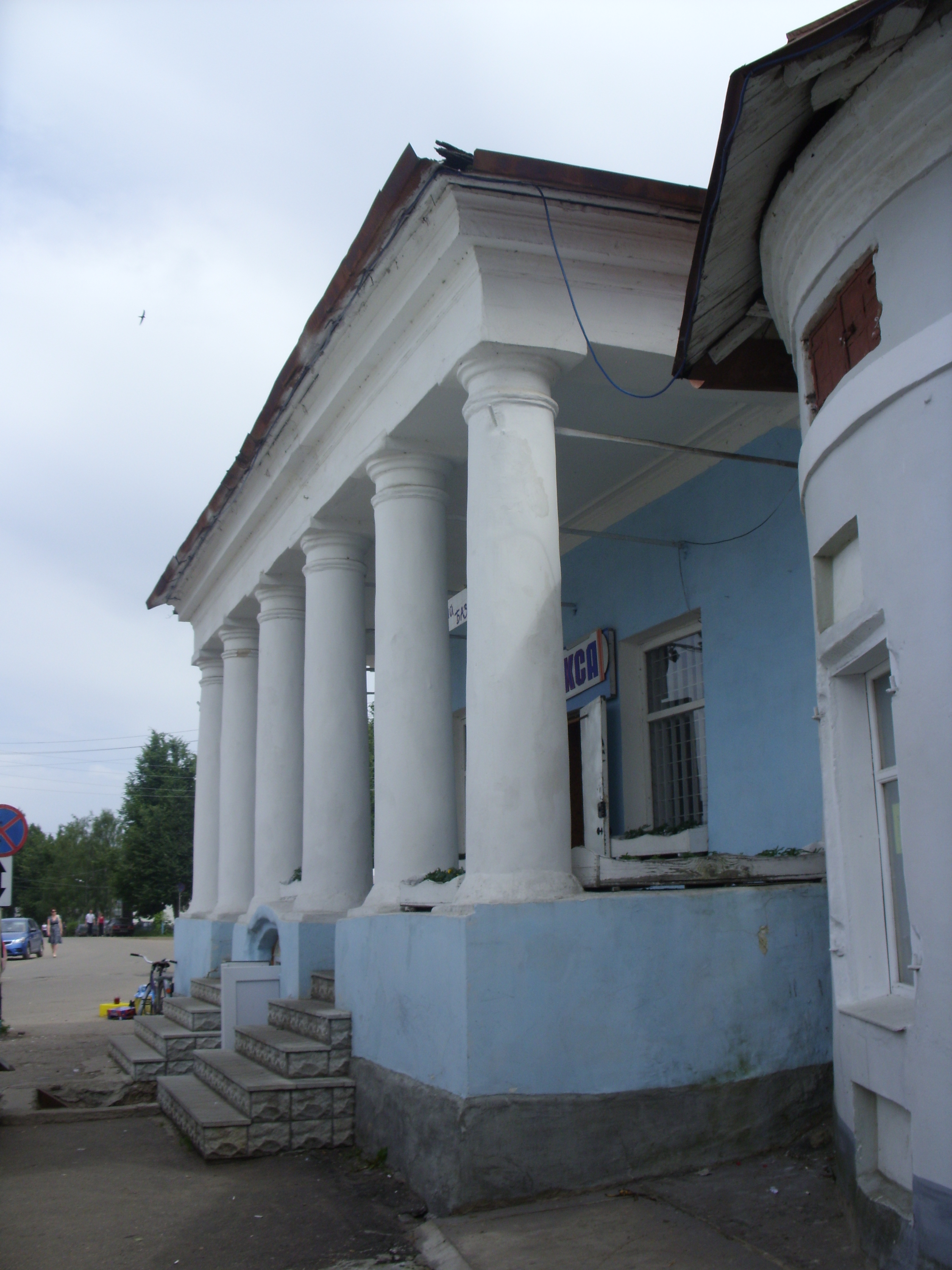
Sovetskajastraat 5
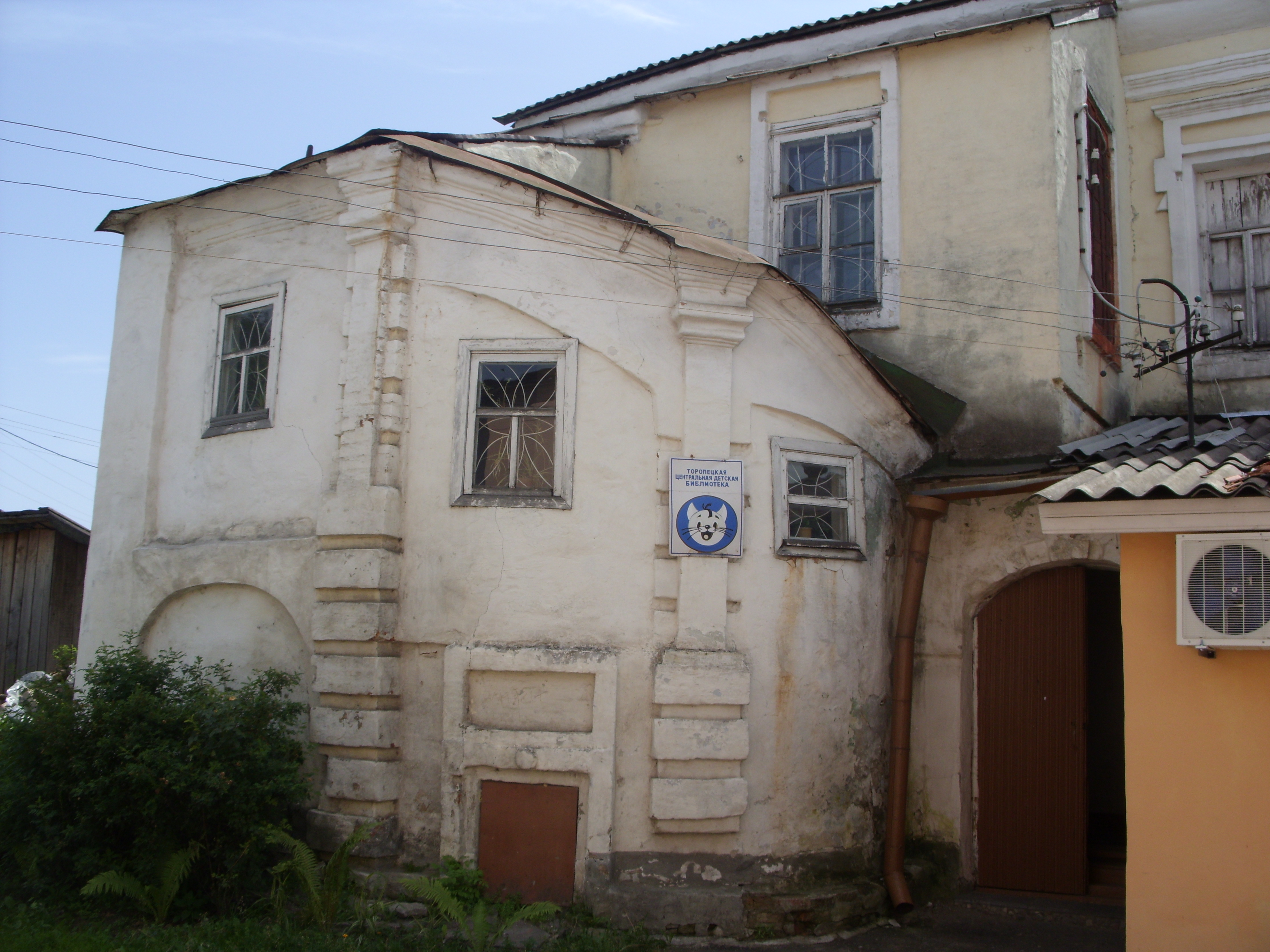
Bibliotheek voor kinderen
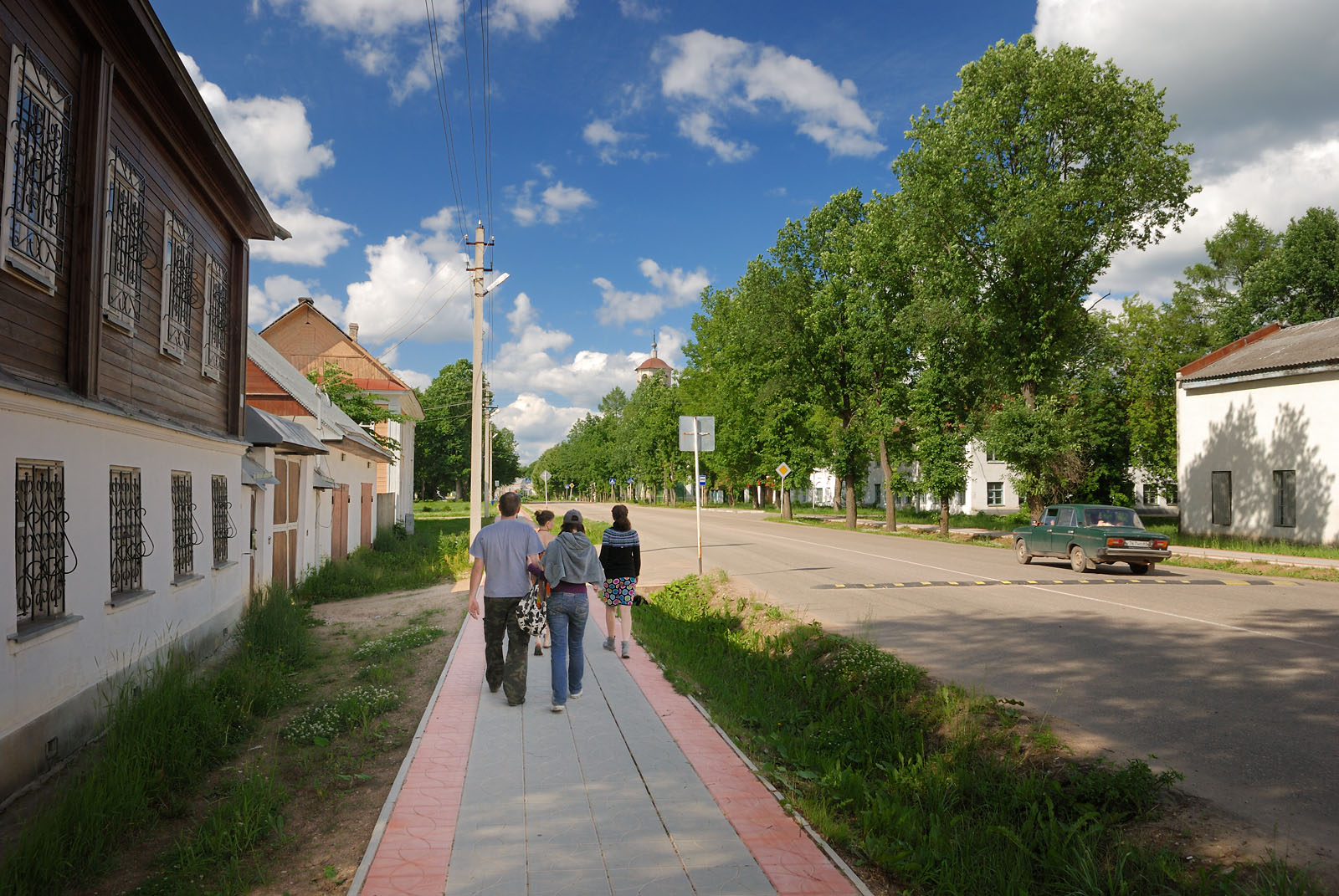
In de binnenstad
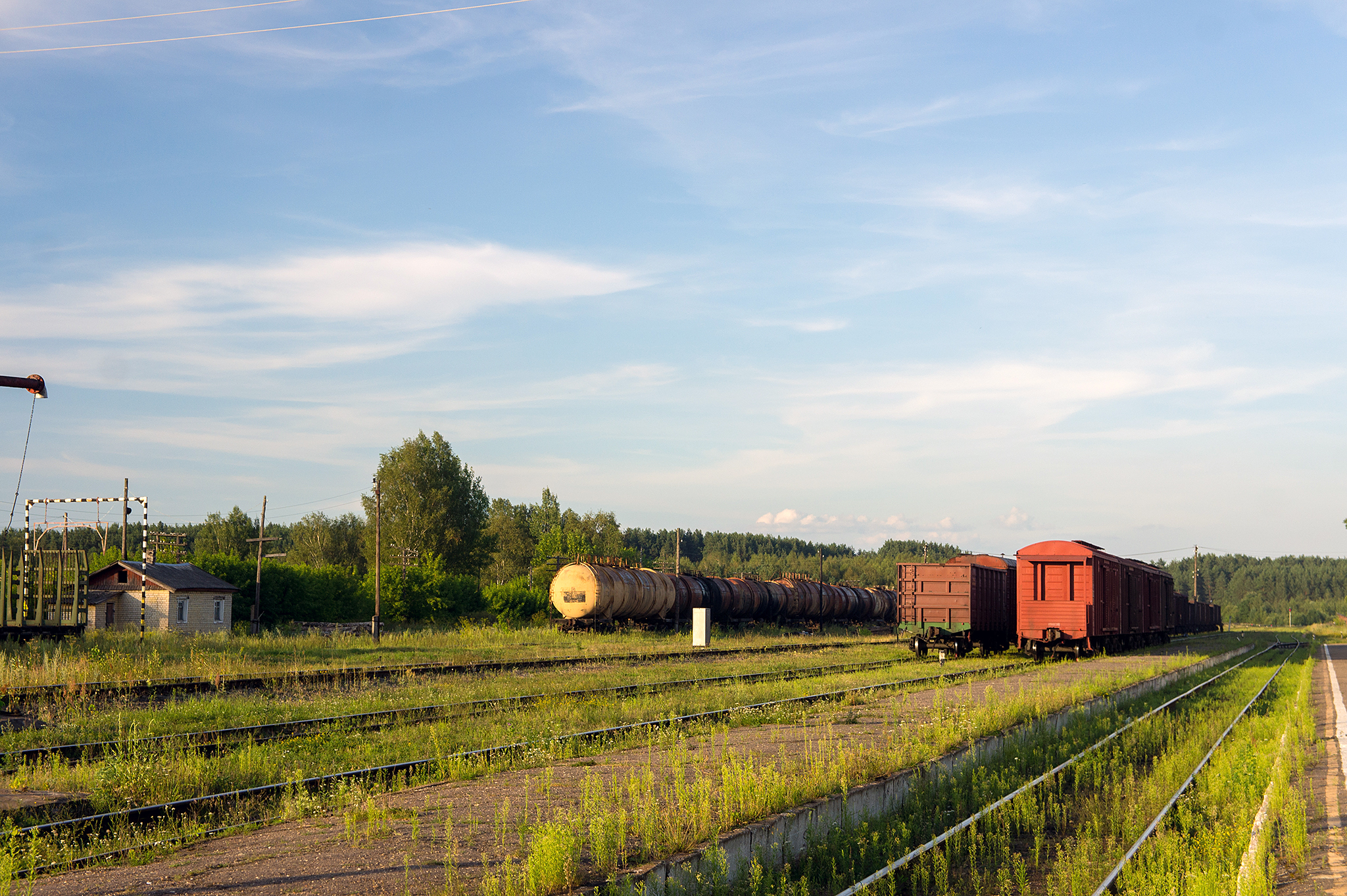
Het station
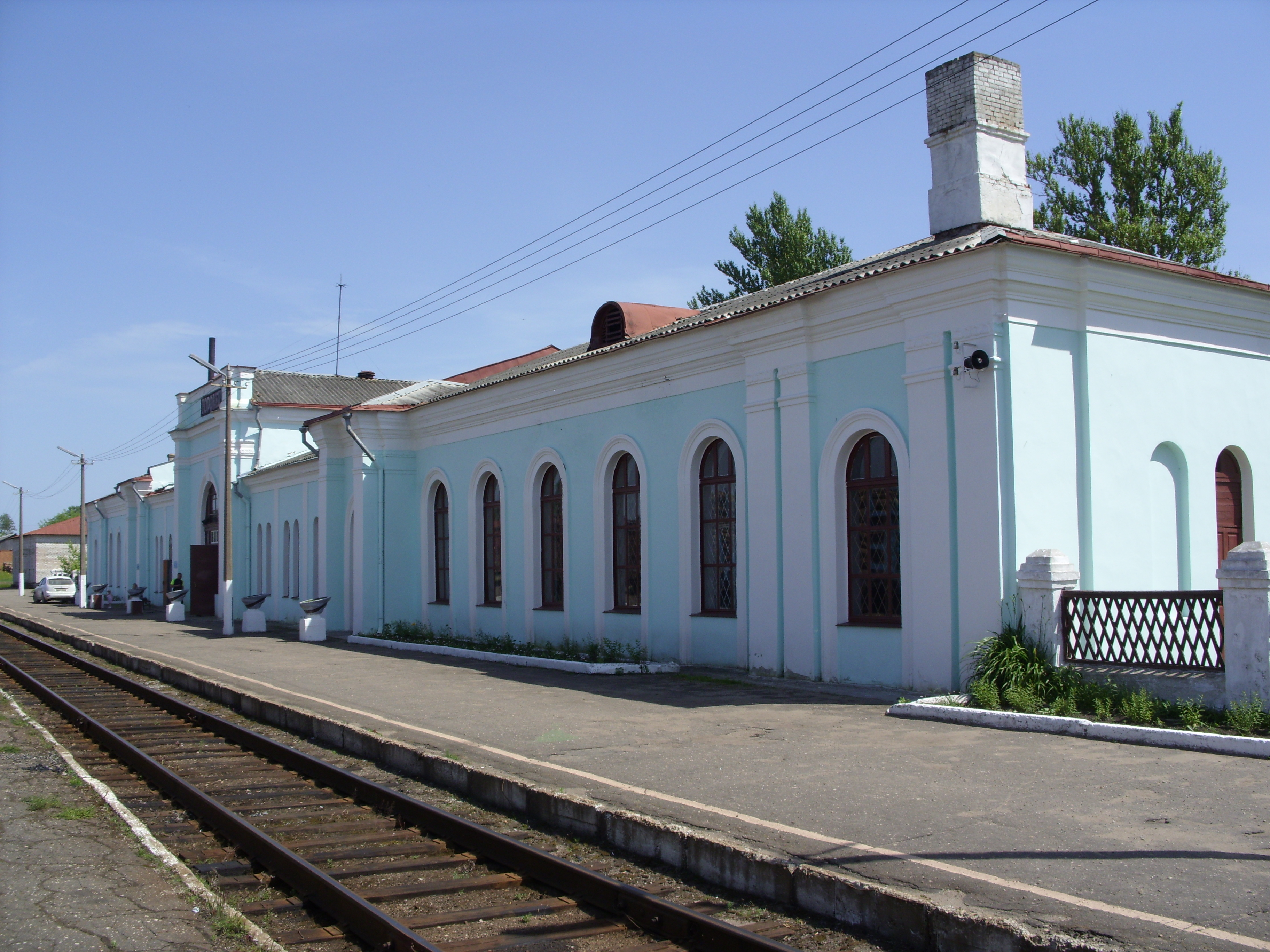
Het stationgebouw
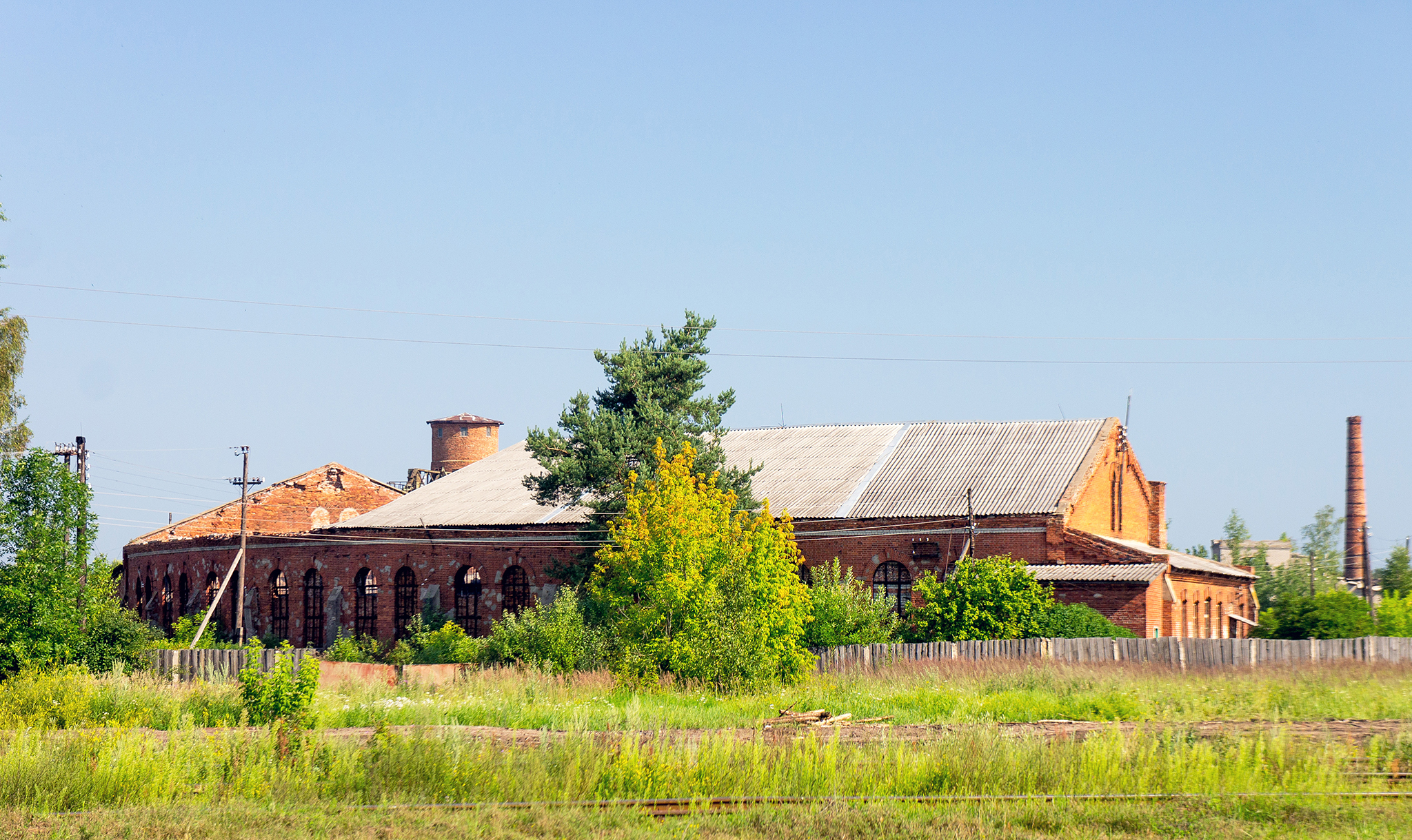
Voormalig depot
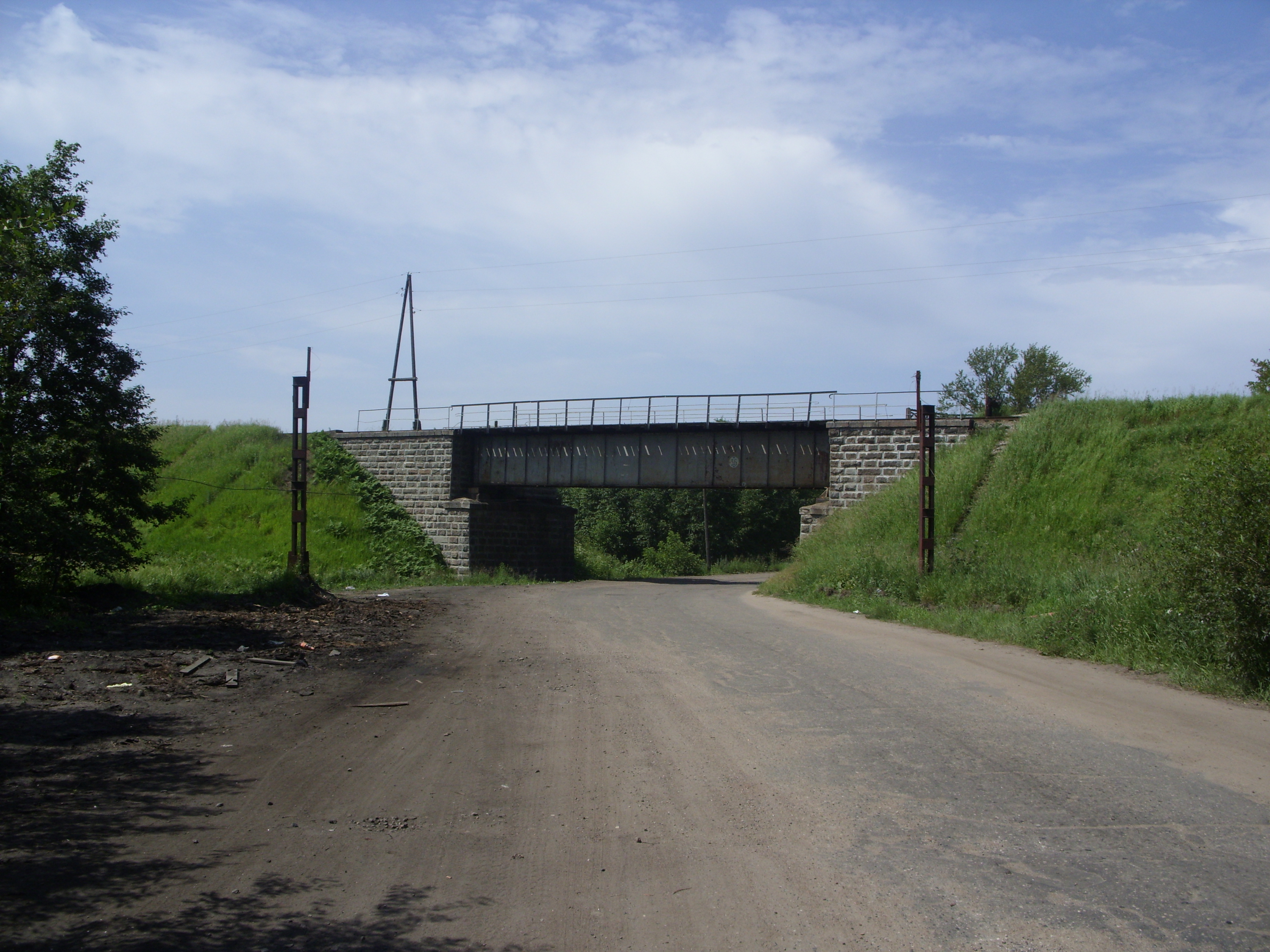
Spoorlijn Bologoje - Polotsk
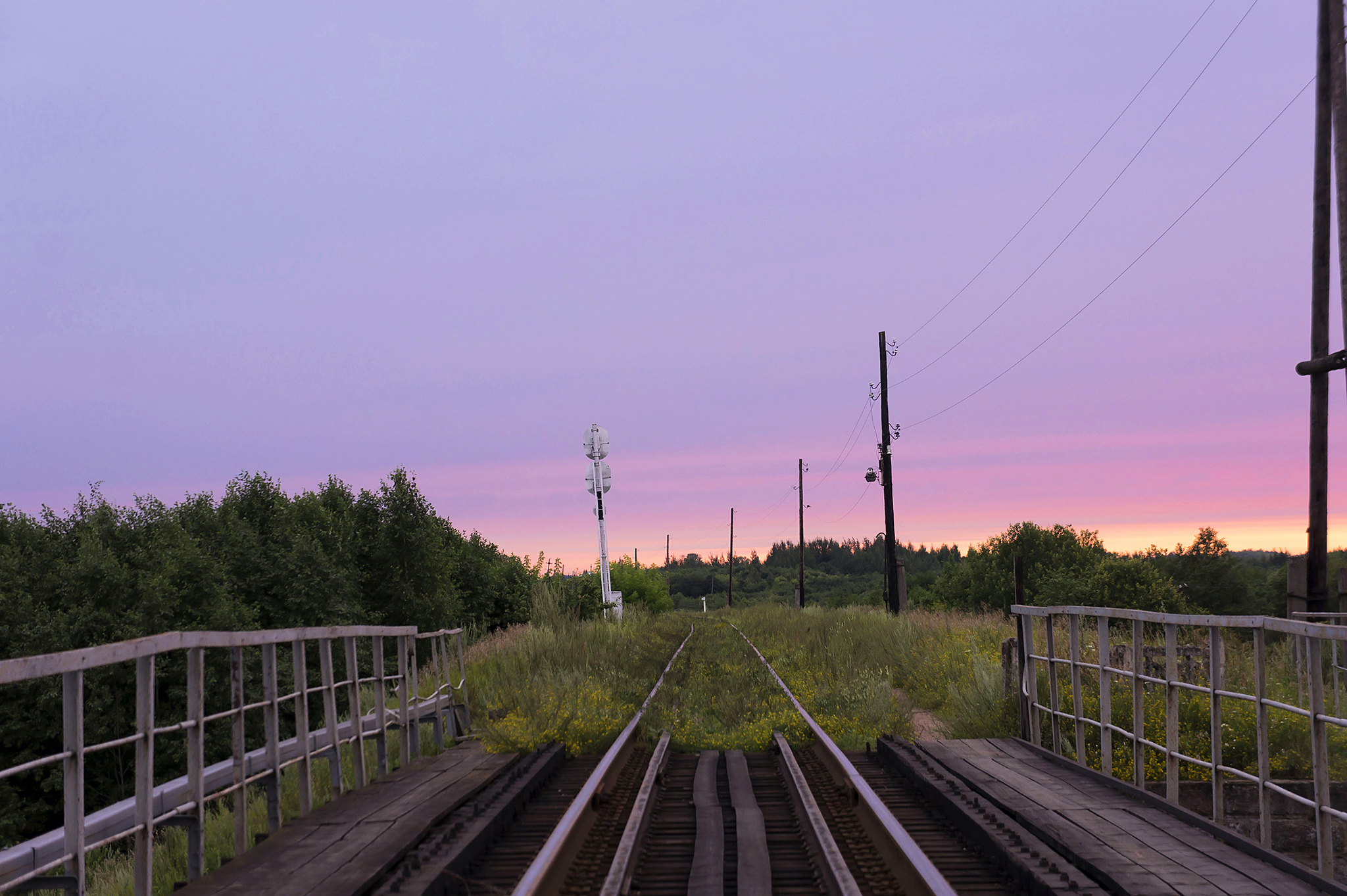
Spoorlijn Bologoje - Polotsk
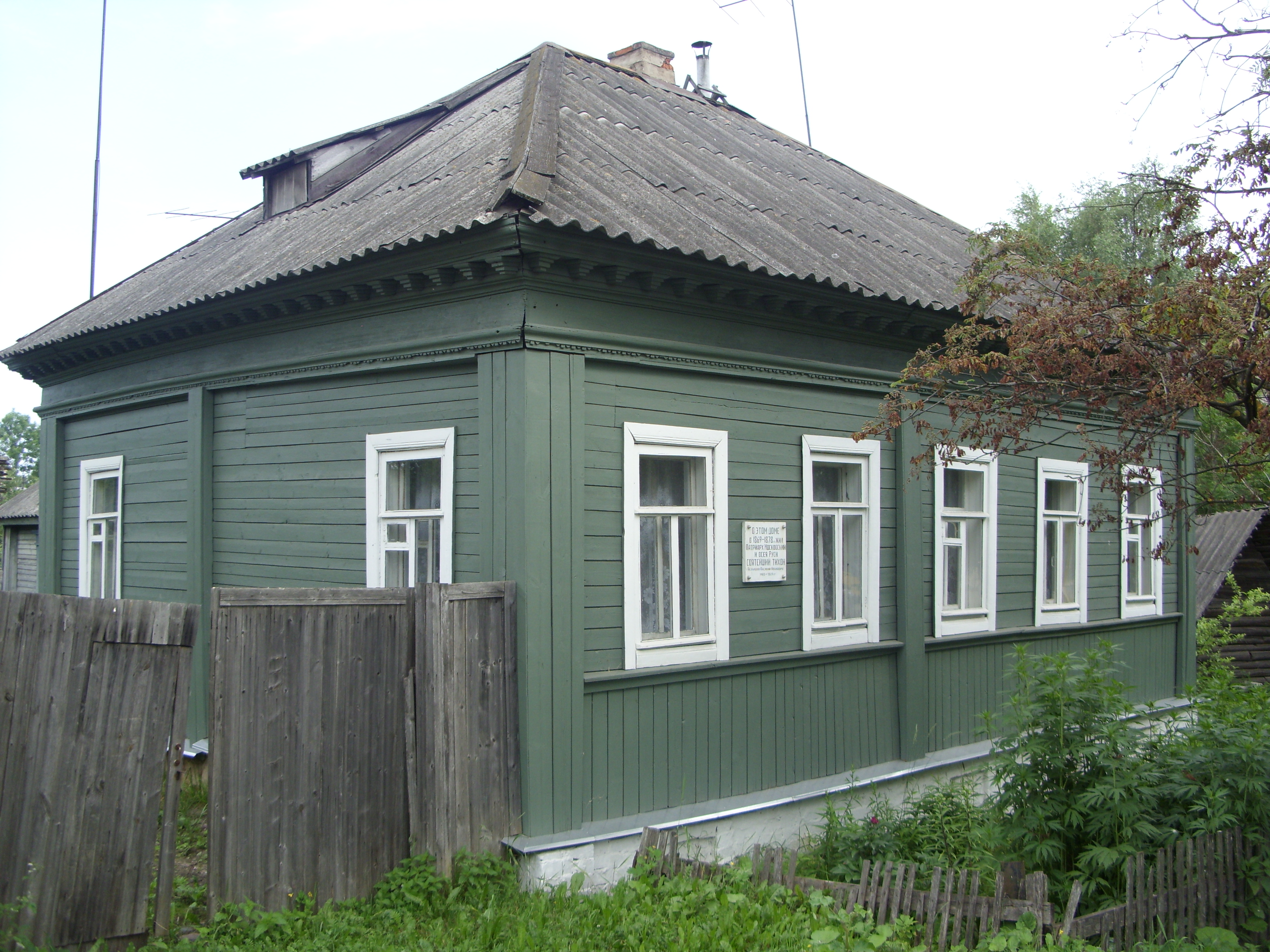
Het huis van Tichon van Moskou
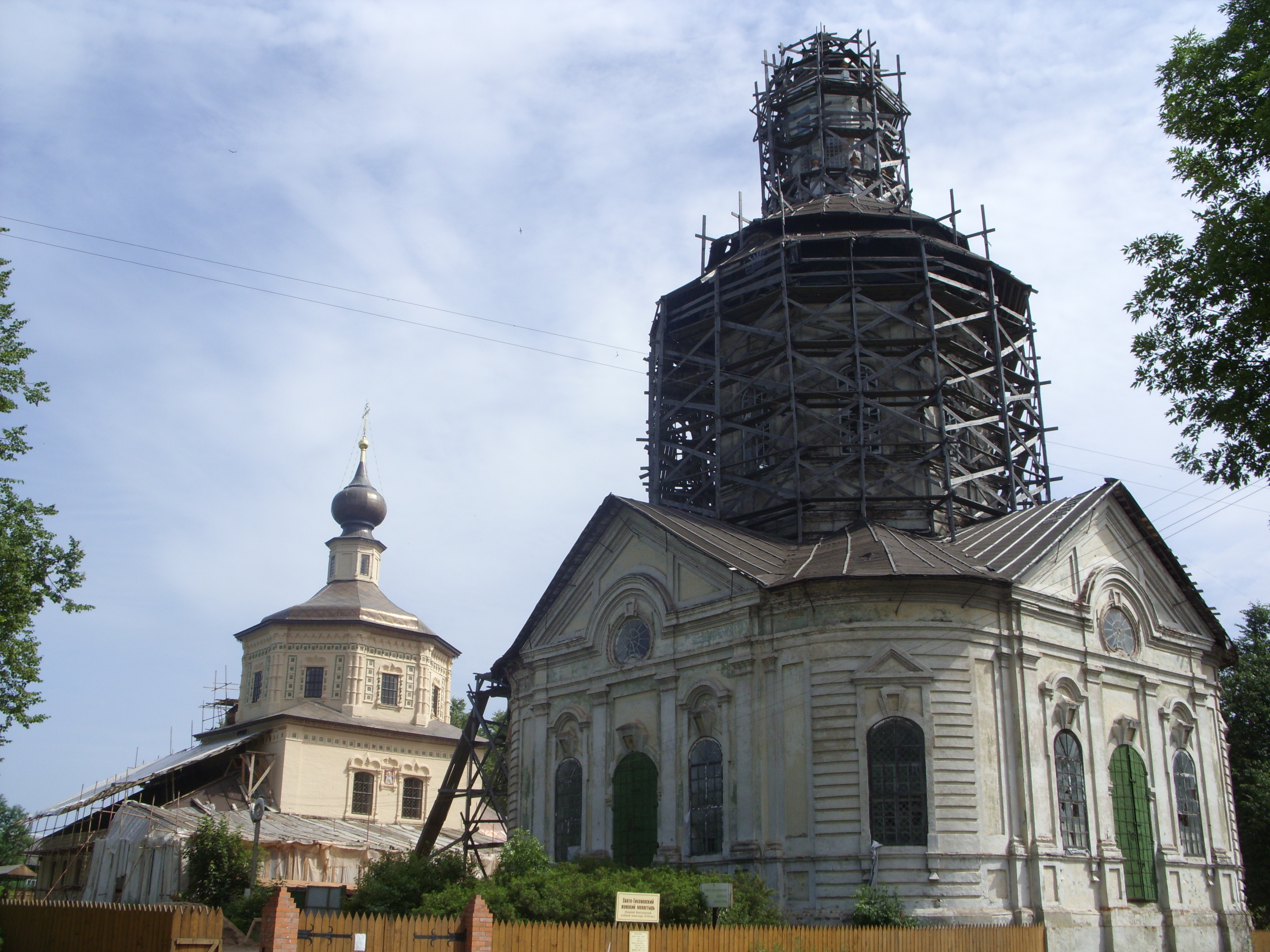
Het klooster van Tichon
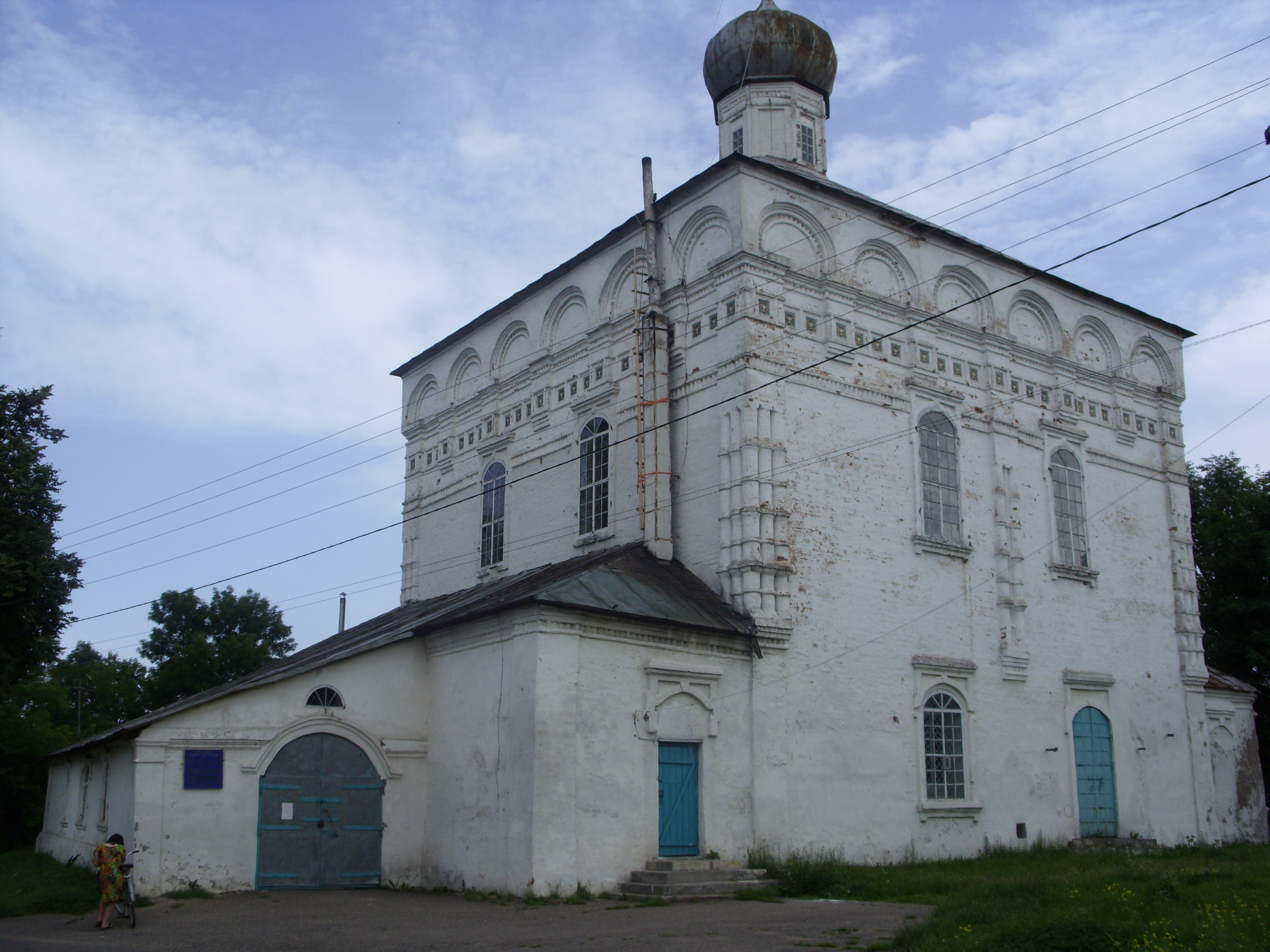
Onze Lieve Vrouwe van Kazan
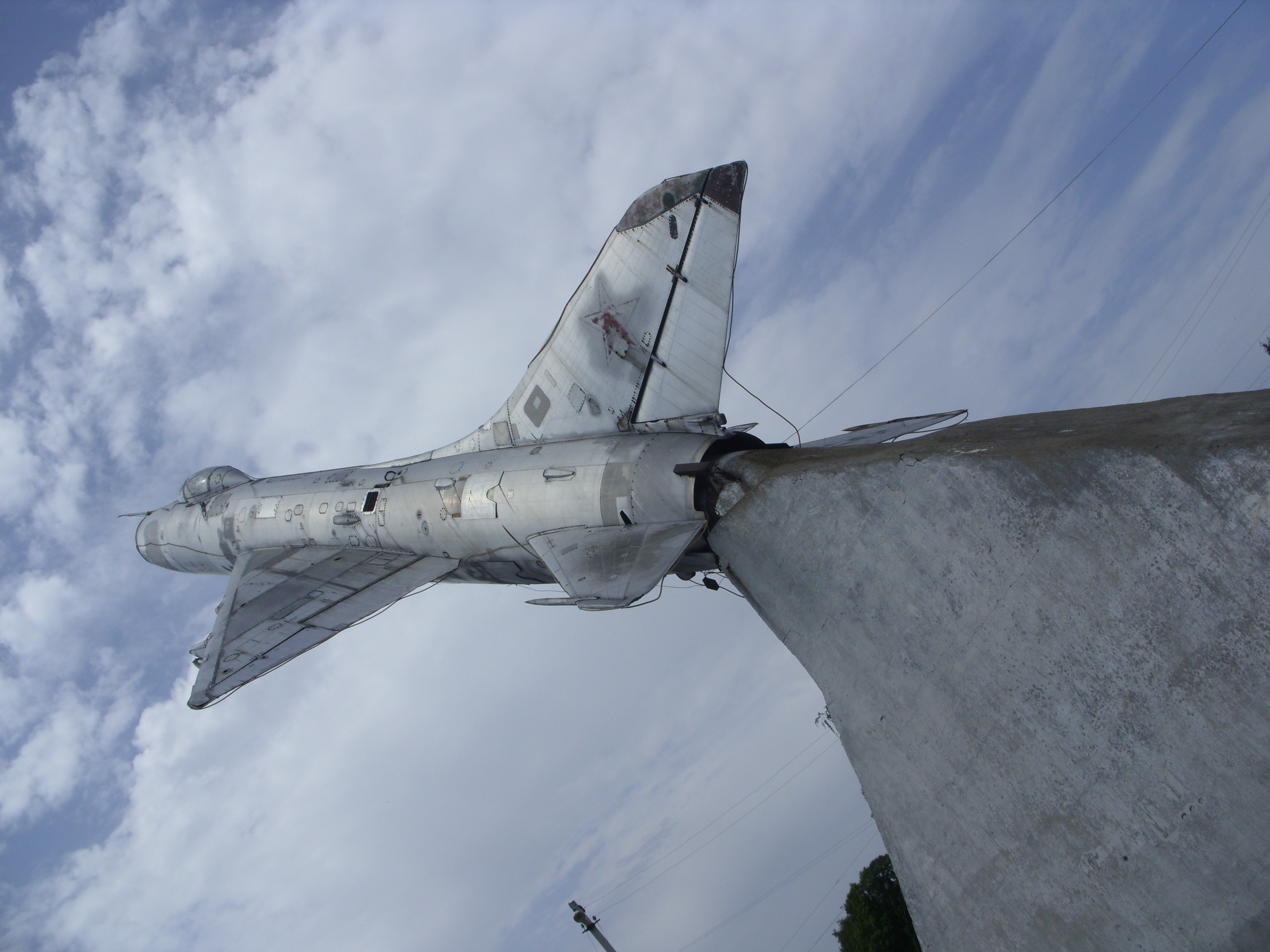
Vliegtuigmonument
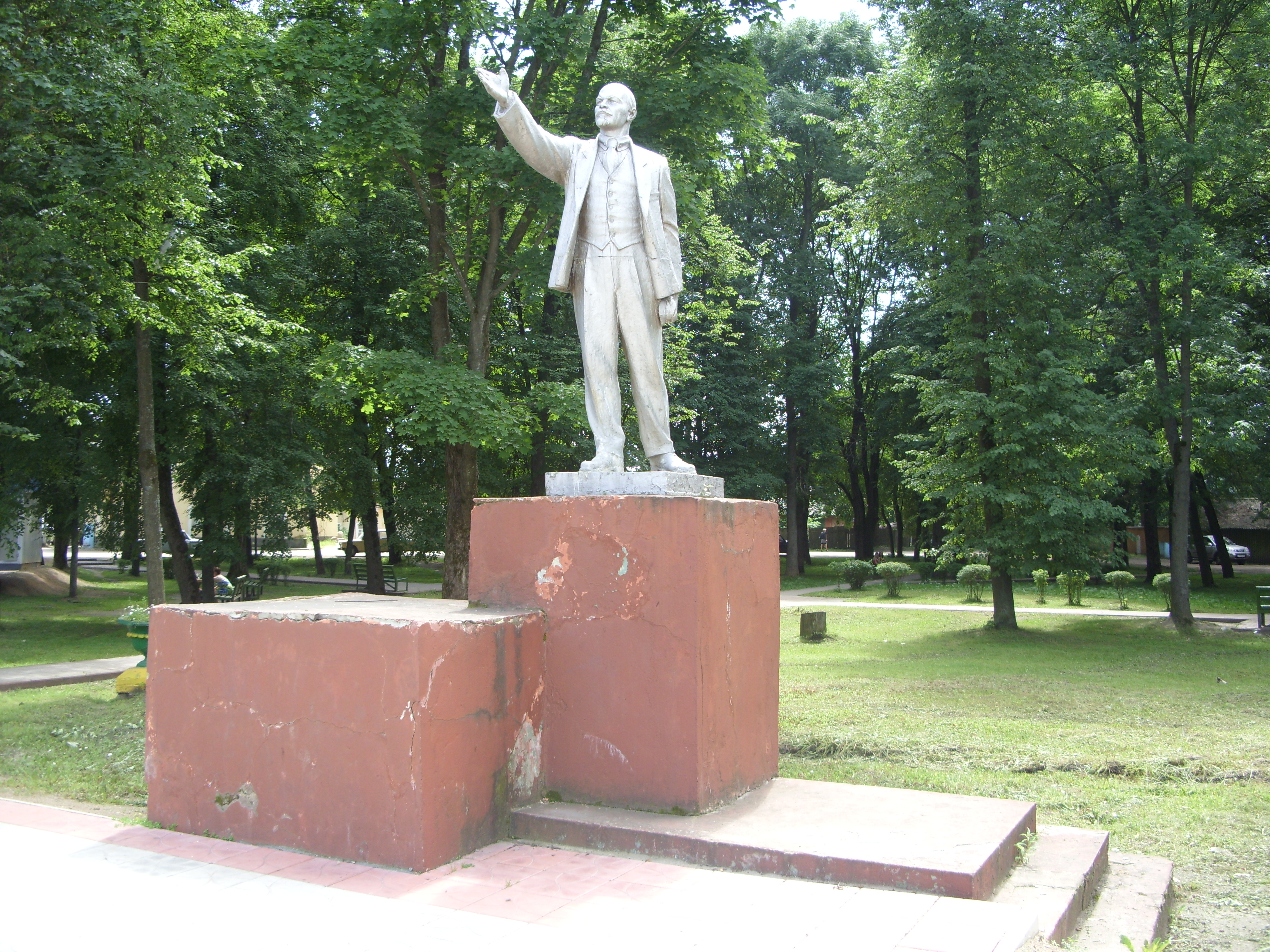
Monument ter gedenking van Vladimir Lenin
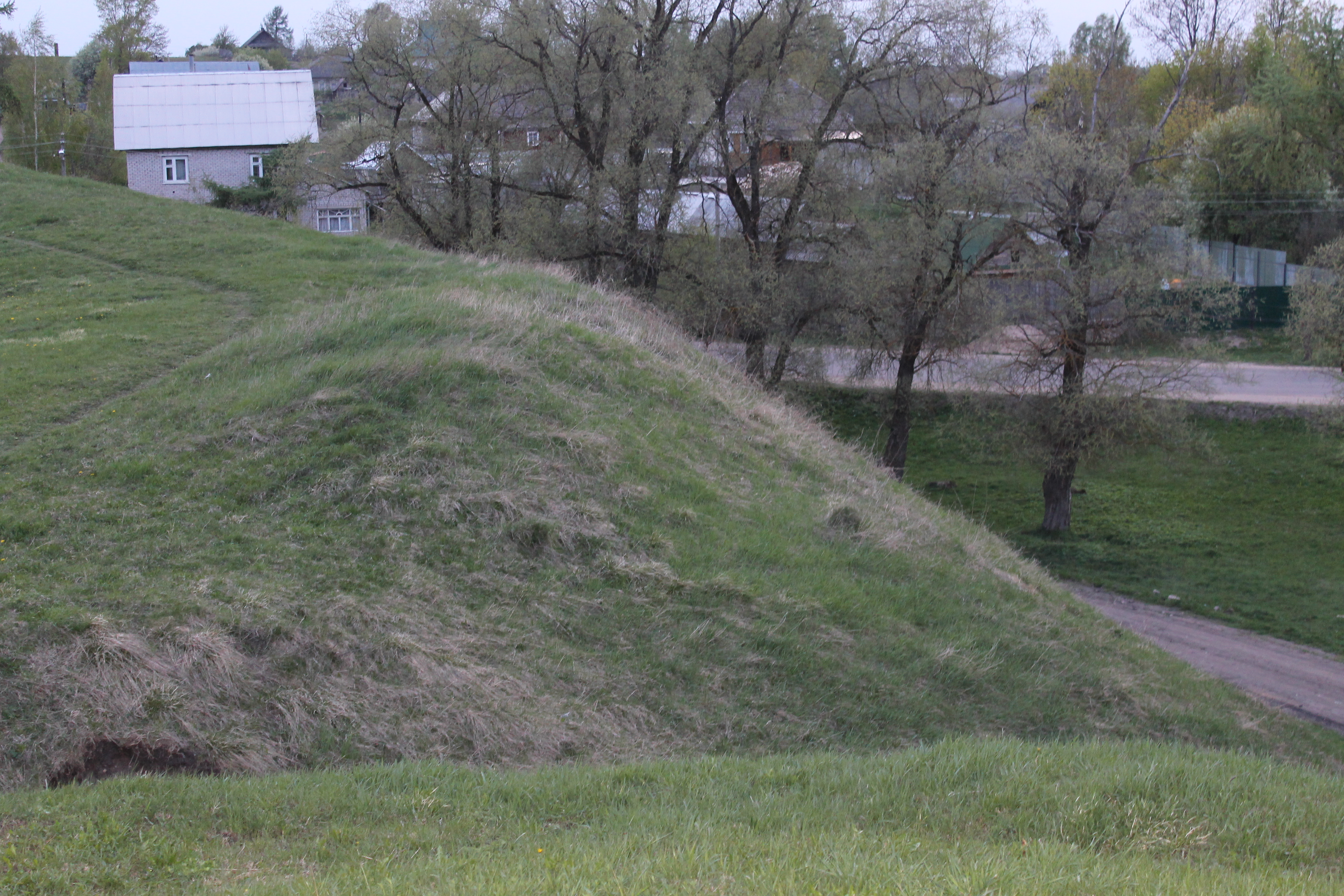
Walburcht van Toropets
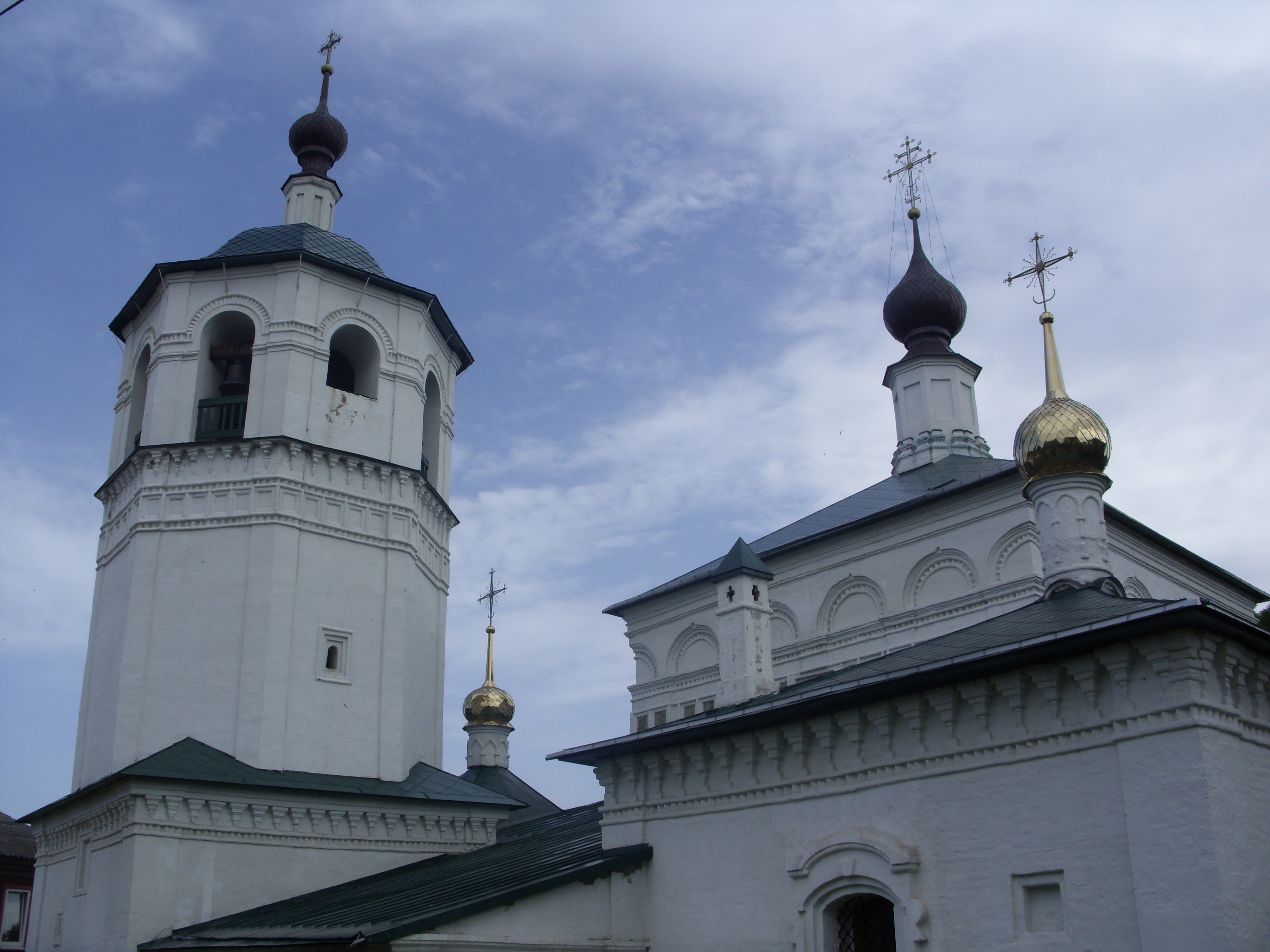
Kerk
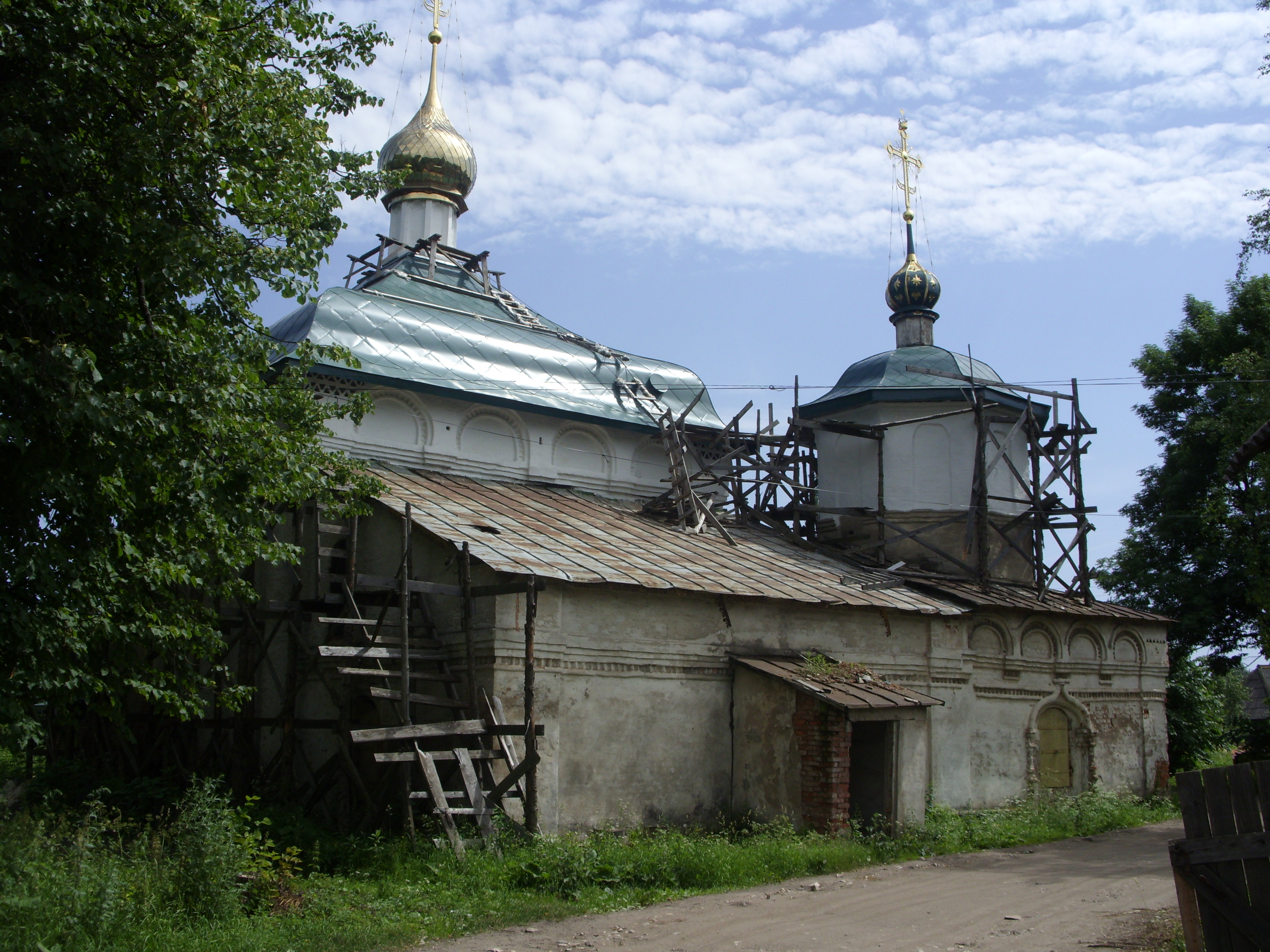
Kerk van St. Ivan
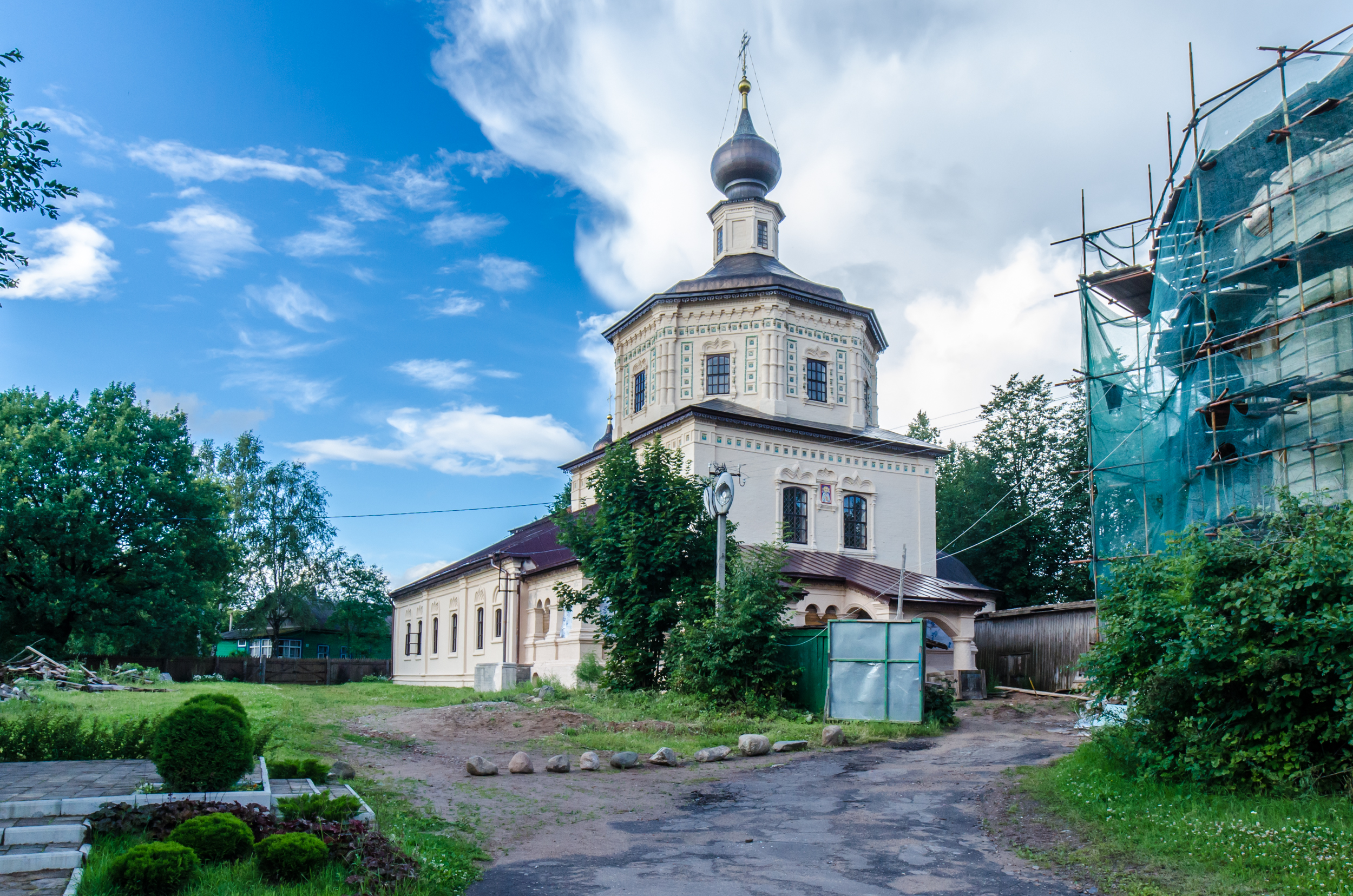
Kerk van St. Nikolaas

Bestuurlijk centrum: Tver 

Andreapol · Bezjetsk · Bely · Bologoje · Kasjin · Kaljazin · Kimry · Konakovo · Krasny Cholm · Koevsjinovo · Lichoslavl · Nelidovo · Oedomlja · Ostasjkov · Rzjev · Staritsa · Torzjok · Toropets · Vesjegonsk · Vysjni Volotsjok · Zapadnaja Dvina · Zoebtsov